# Liste von Persönlichkeiten der Stadt Bergisch Gladbach
Diese Liste enthält in Bergisch Gladbach geborene Persönlichkeiten und solche, die in Bergisch Gladbach ihren Wirkungskreis hatten, und die Ehrenbürger der Stadt. Die Liste erhebt keinen Anspruch auf Vollständigkeit.

## Denkmal für besonders verdiente Personen der Stadt

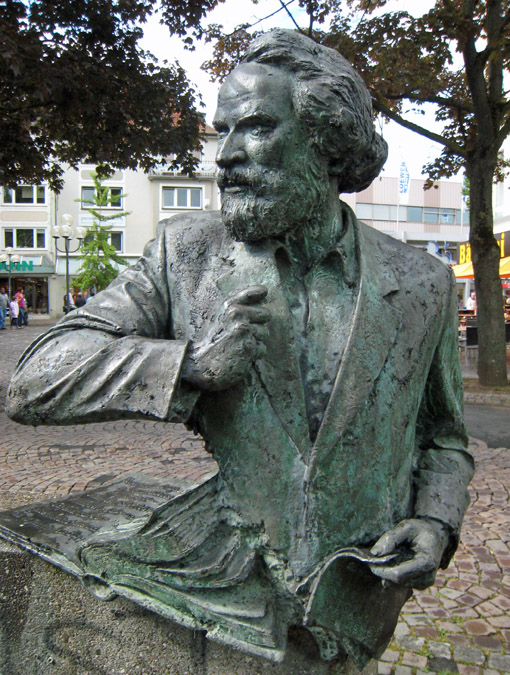
Vinzenz von Zuccalmaglio, genannt Montanus
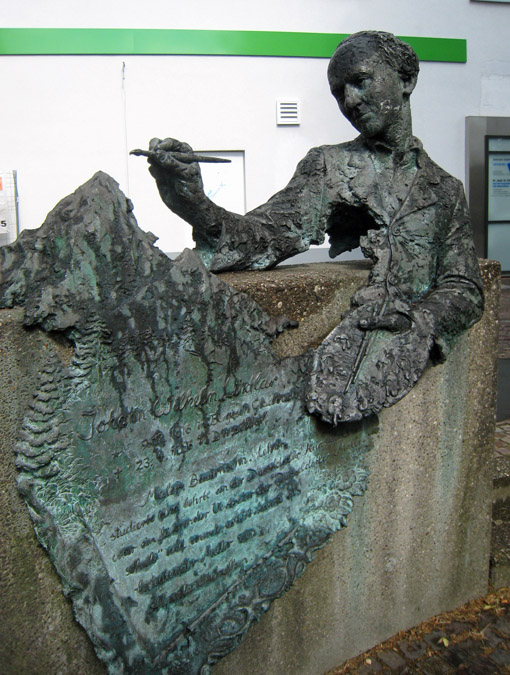
Johann Wilhelm Lindlar
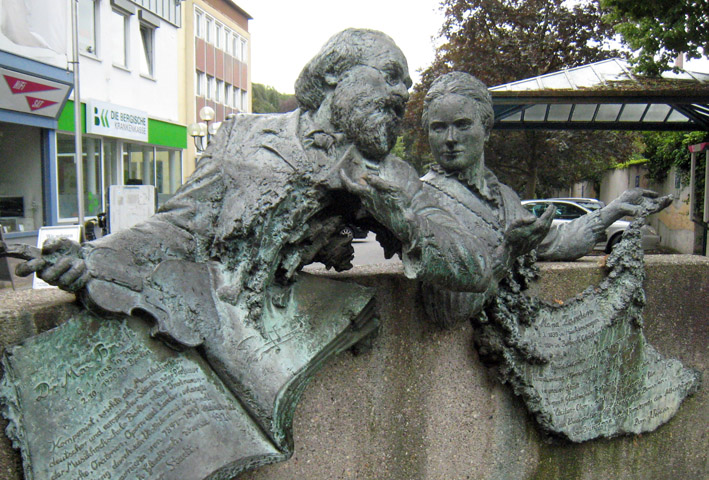
Max Bruch und Maria Zanders
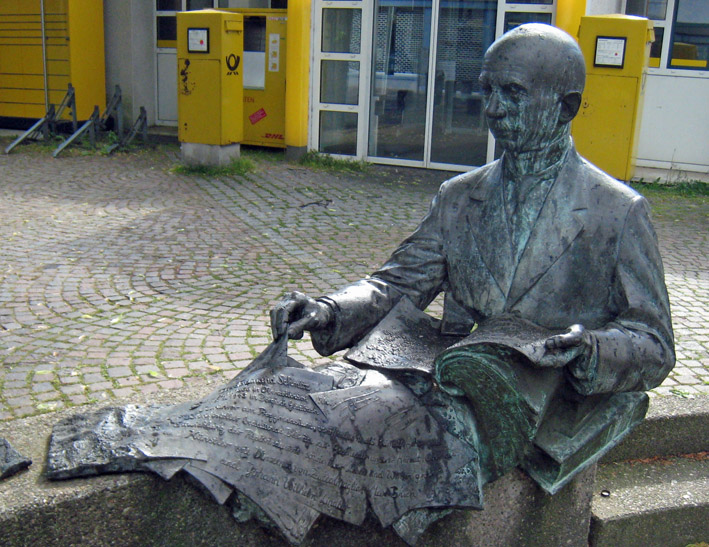
Ferdinand Schmitz
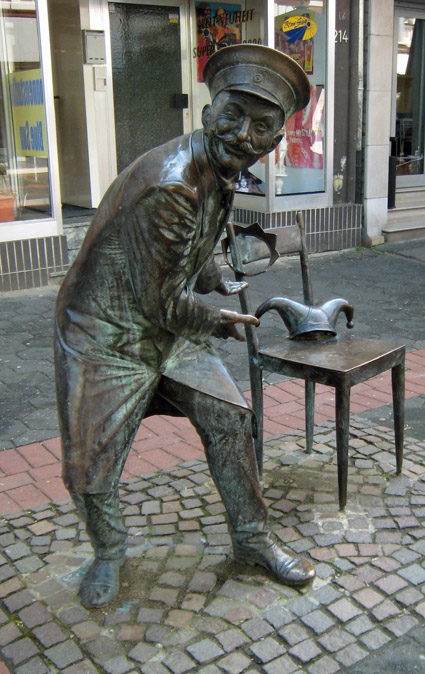
Für Hexe Köbes steht ein weiteres Denkmal vom selben Künstler in der oberen Hauptstraße.

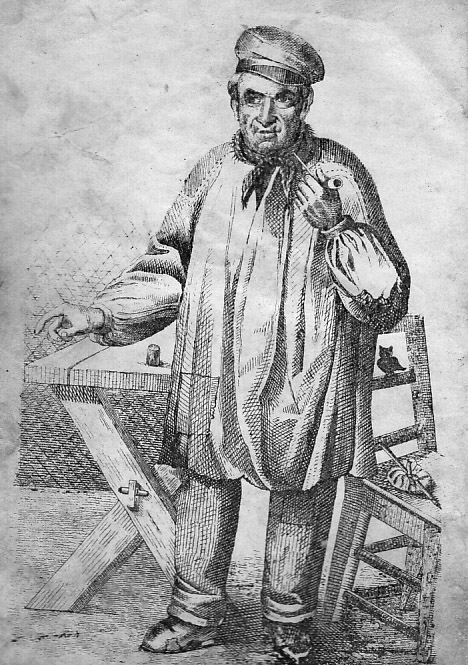
Meister Mathias Tobias von Hebborn

## Gladbacher Originale
- Lucas-Pitter (1797–1886), Original
- Tobias von Hebborn (1778–1849), „der Lügschuster“, eigentlich Mathias Debos

## Ehrenbürger der Stadt Bergisch Gladbach
Die Stadt Bergisch Gladbach bzw. die Stadt Bensberg haben folgenden Personen die Ehrenbürgerschaft verliehen:

### Ehrenbürger der Stadt Bergisch Gladbach vor 1975
- 1918: Max Bruch (1838–1920), Komponist
- 1954: Johann Wilhelm Zanders (1899–1978), Papierfabrikant
- 1961: Peter Walterscheidt (1881–1971), Beigeordneter

### Ehrenbürger der Bürgermeisterei Bensberg bzw. Stadt Bensberg vor 1975
- 1904: Hermann von Budde (1851–1906), preußischer Staatsminister
- 1952: Hermann Joseph Hecker (1876–1960), Kölner Dompropst
- 1954: Wilhelm Darius (1875–1969), Bürgermeister von Bensberg 1918–1921, 1945
- 1959: Jean Werheit (1894–1971), Bürgermeister von Bensberg 1946–1956
- 1972: Ulrich Müller-Frank (1917–1996), Bürgermeister von Bensberg 1956–1974

### Ehrenbürger der Stadt Bergisch Gladbach nach 1975
- 1977: Heinz Fröling (1917–2004), Bürgermeister von Bergisch Gladbach 1963–1974, nach dem Zweiten Weltkrieg Geschäftsführer von Fröling GmbH & Co. Kessel-Apparatebau, Overath
- 1979: Willi Höderath (1918–2002), Stellv. Bürgermeister von Bergisch Gladbach 1964–1979
- 1993: Gustav Heinrich Lübbe (1918–1995), Gründer des Bastei-Lübbe Verlag
- 1999: Franz Heinrich Krey (1930–2017), Bürgermeister von Bergisch Gladbach 1984–1989
- 2000: Hans Hachenberg (1925–2013), Karnevalist
- 2000: Carl Cüppers (1920–2008), Schulamtsdirektor, Gründer des Schulmuseums Bergisch Gladbach – Sammlung Cüppers
- 2003: Walter Hanel (1930–2024), Grafiker, politischer Karikaturist
- 2004: Willibert Krüger (1940–2019), Fabrikant von Instant- und Schokoladenprodukten (Krüger GmbH & Co. KG)
- 2017: Erich Bethe (* 1940), Industriekaufmann, Unternehmer und Mäzen zusammen mit seiner Ehefrau Roswitha Bethe
- 2021: Philomena Franz, geborene Köhler (1922–2022), Sintizza, Auschwitz-Überlebende, Zeitzeugin und Autorin[1]

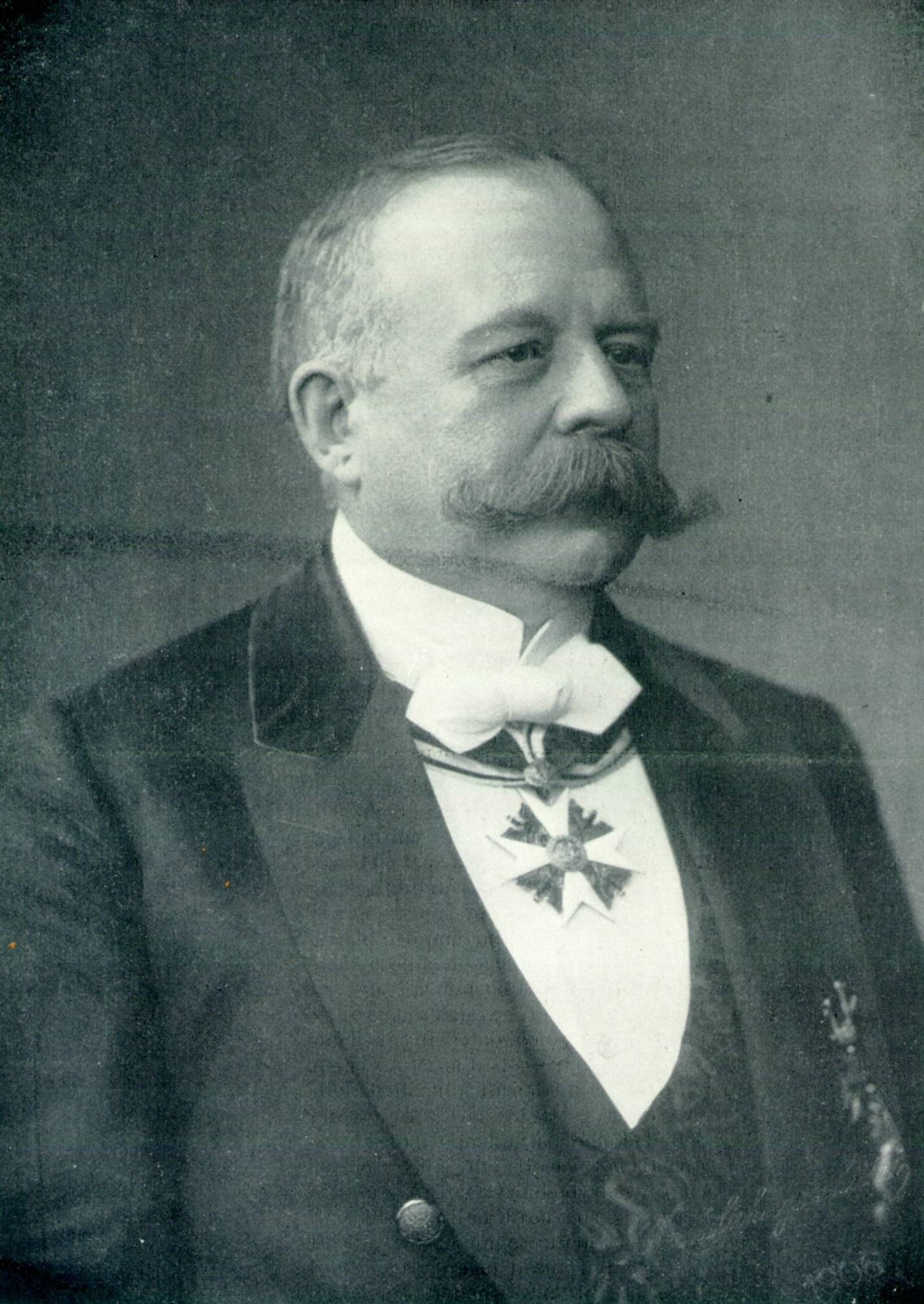
Hermann von Budde
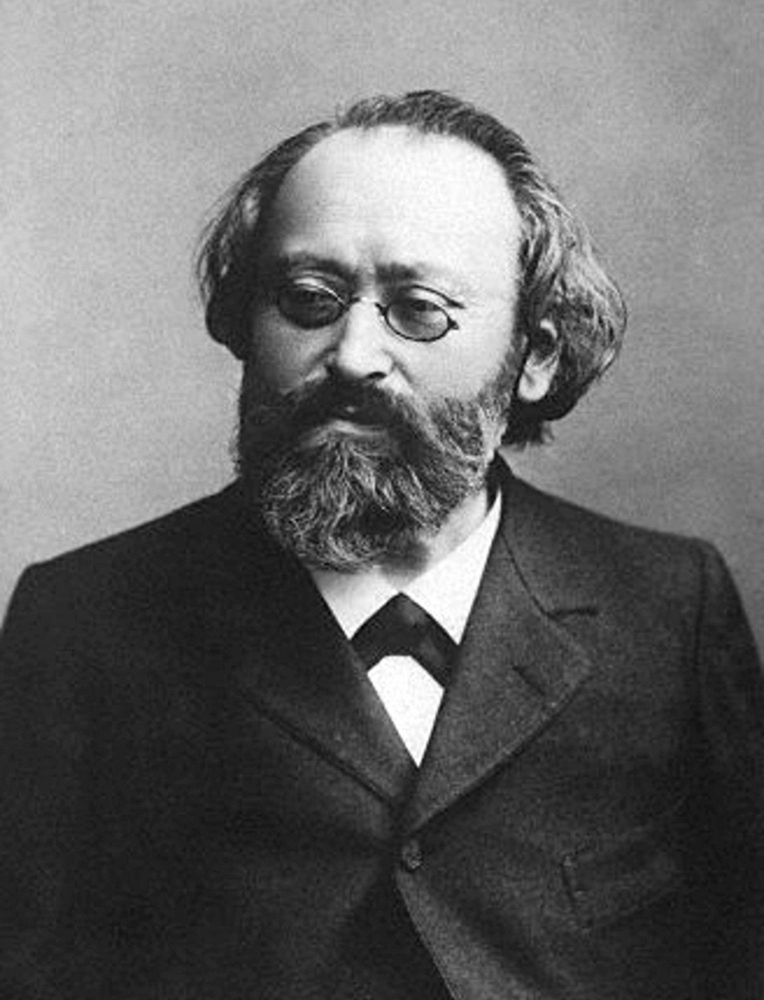
Max Bruch
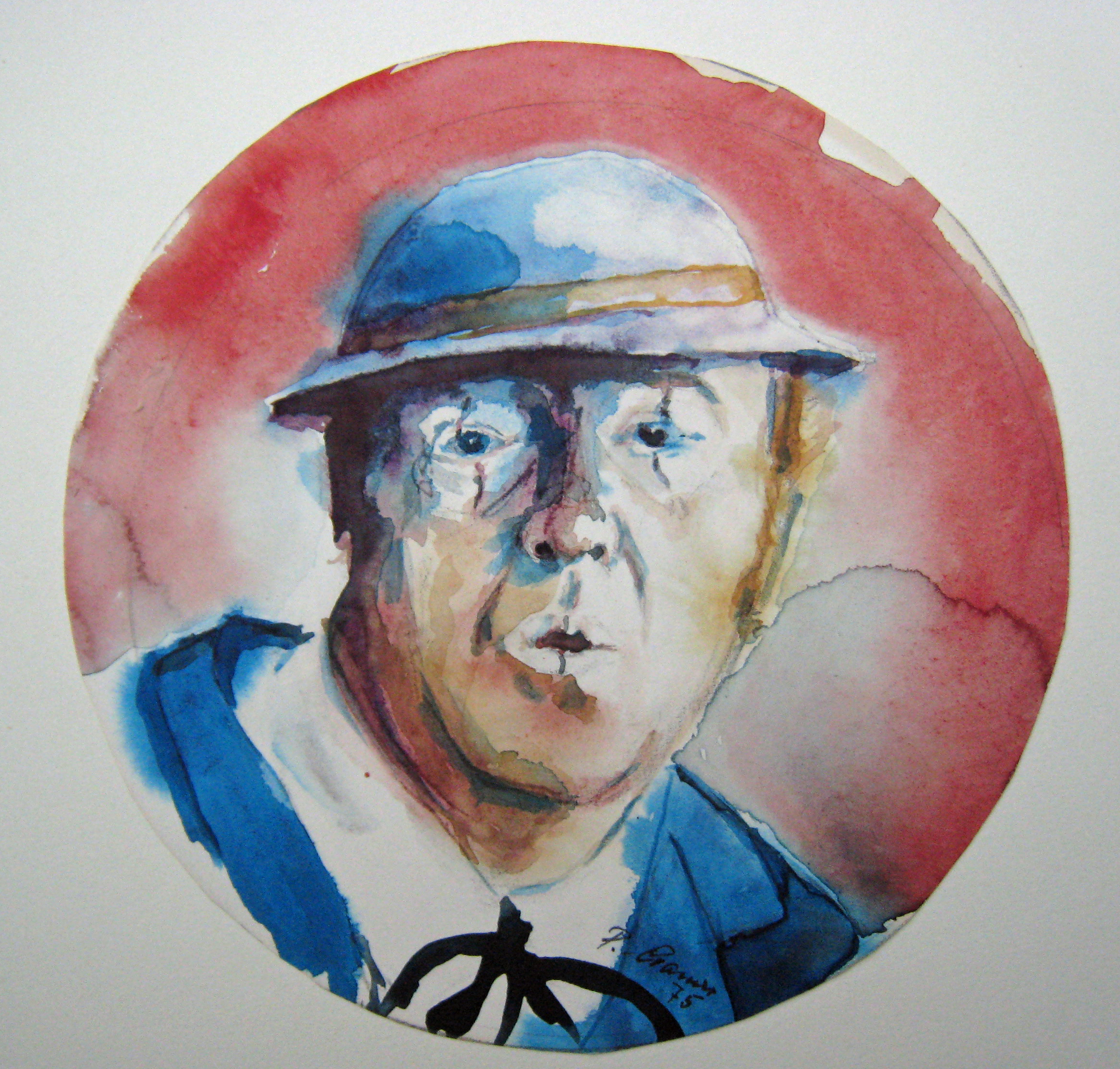
Hans Hachenberg als Doof Noß, Aquarell von Peter Cramer
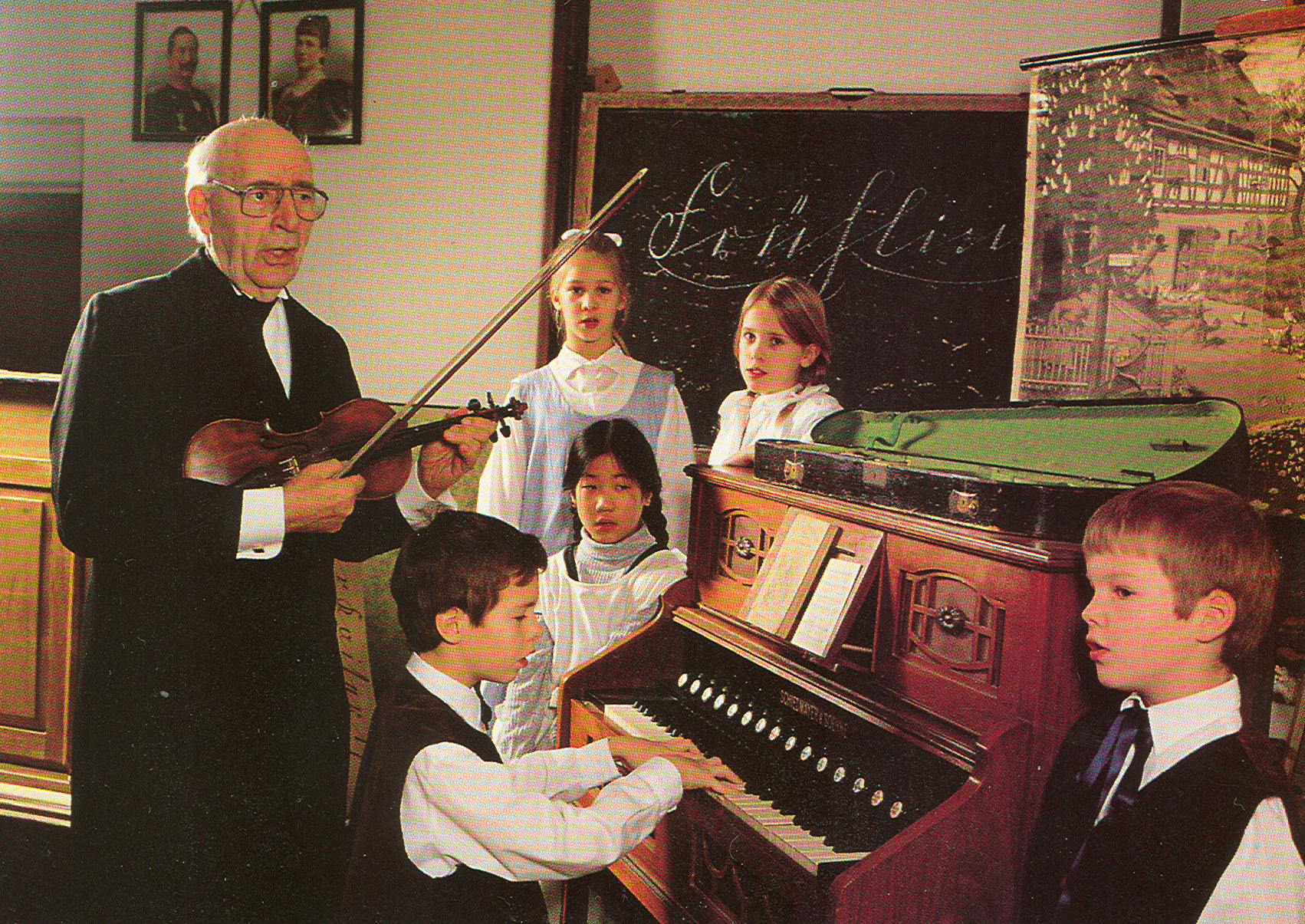
Carl Cüppers im Unterricht „wie zu Kaisers Zeiten“

### Aufgehobene Ehrenbürgerschaften
- 1917: Paul von Hindenburg (1847–1934), Reichspräsident[2]
- 1933: Adolf Hitler (1889–1945), Reichskanzler[3]

## In Bergisch Gladbach geboren

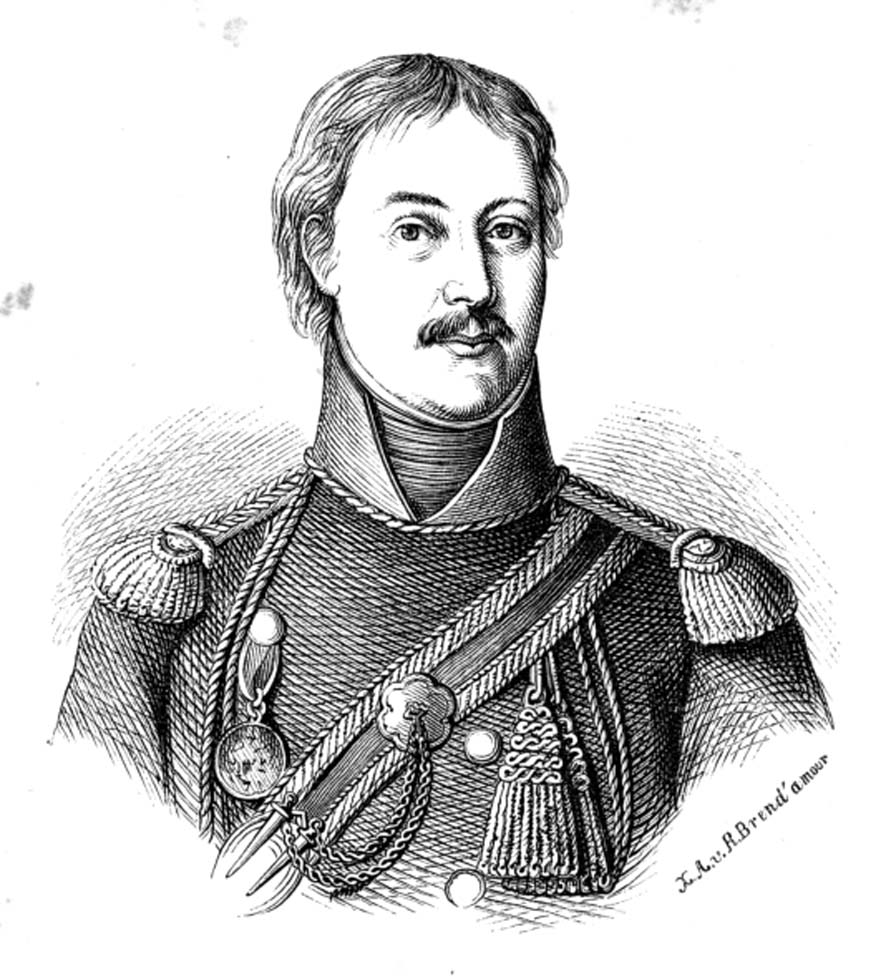
Porträt von Ferdinand Stucker 1870

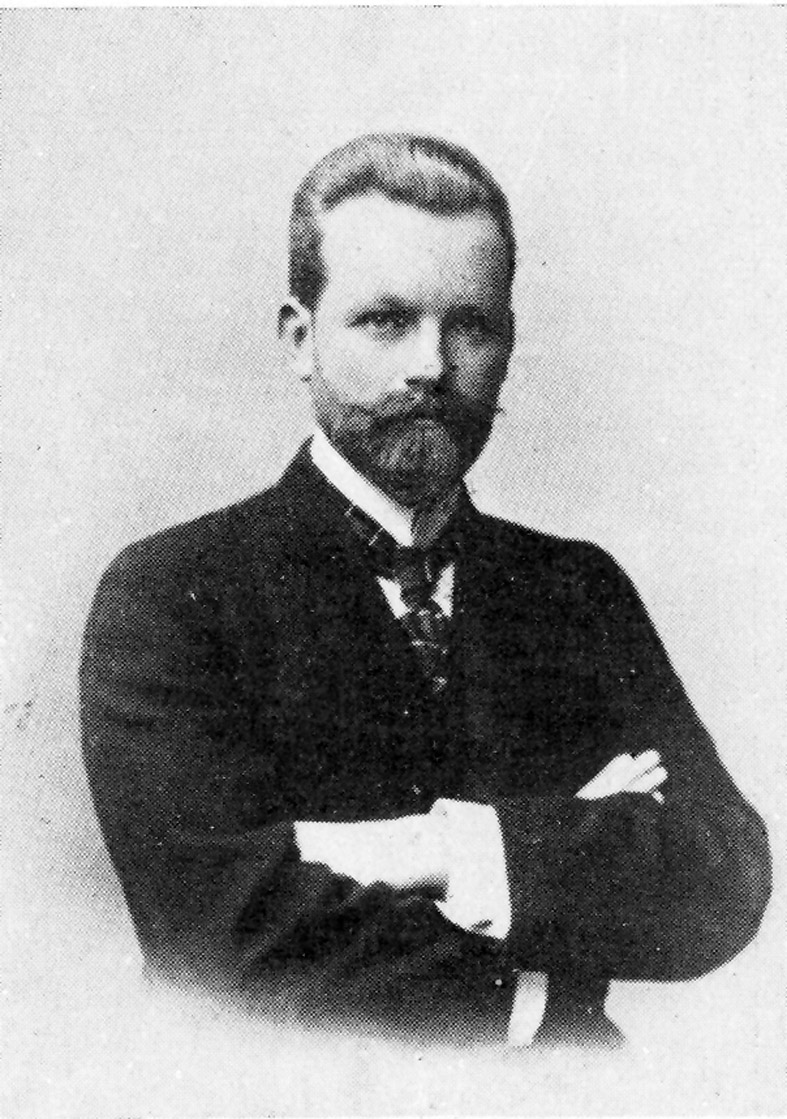
Richard Zanders, Papierfabrikant

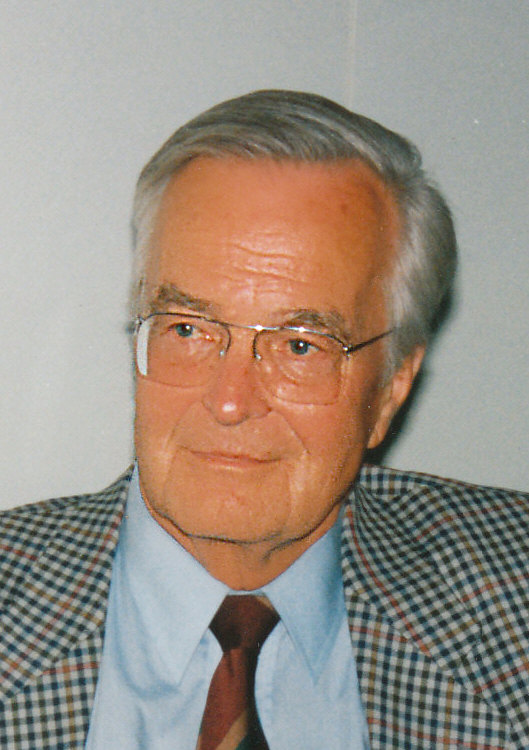
Götz Heidelberg

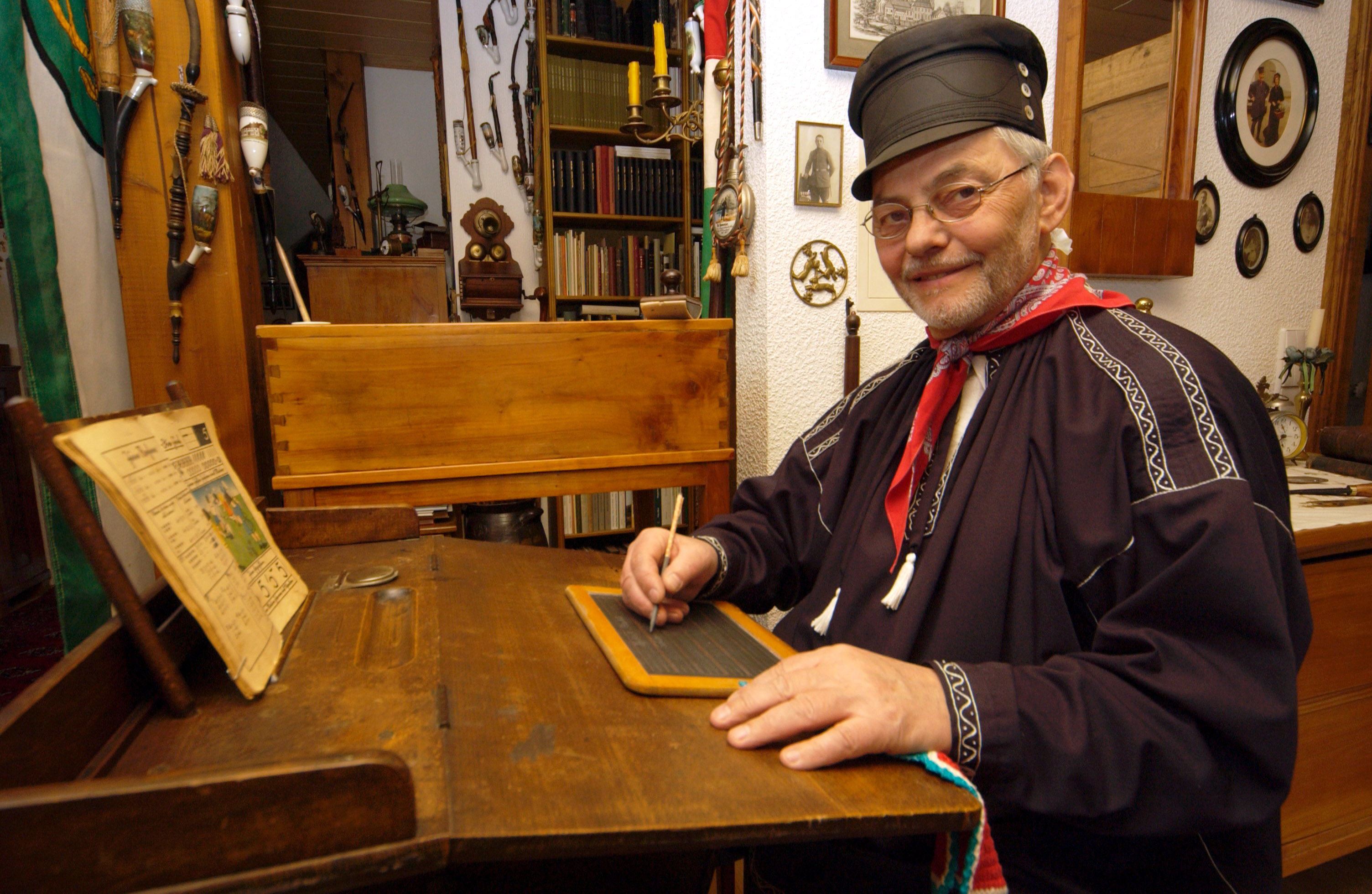
Herbert Stahl auf der Schulbank in seinem Museum

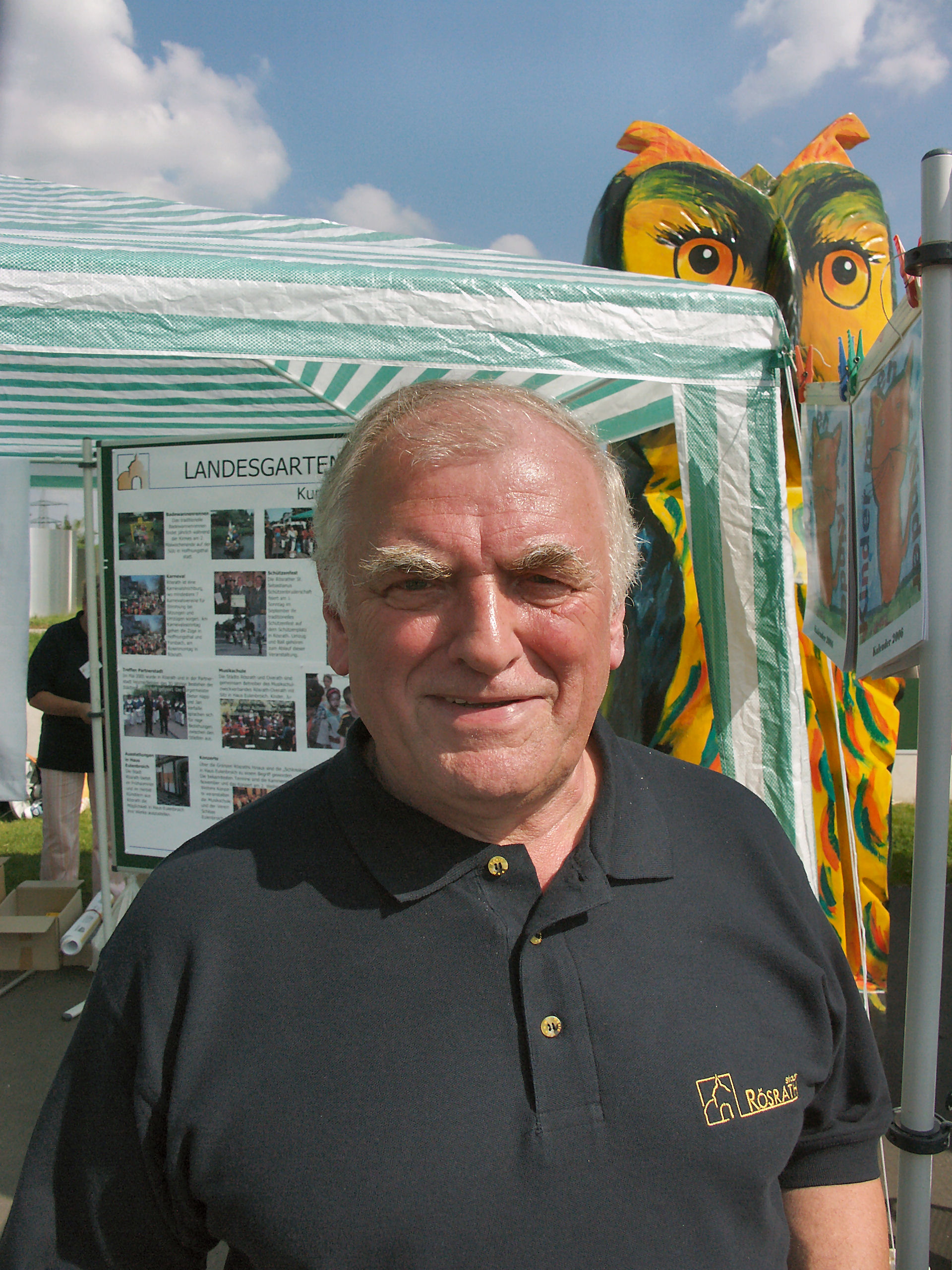
Dieter Happ

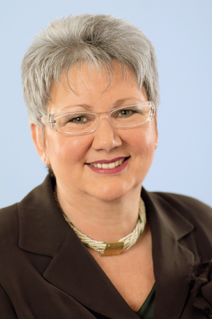
Helene Hammelrath

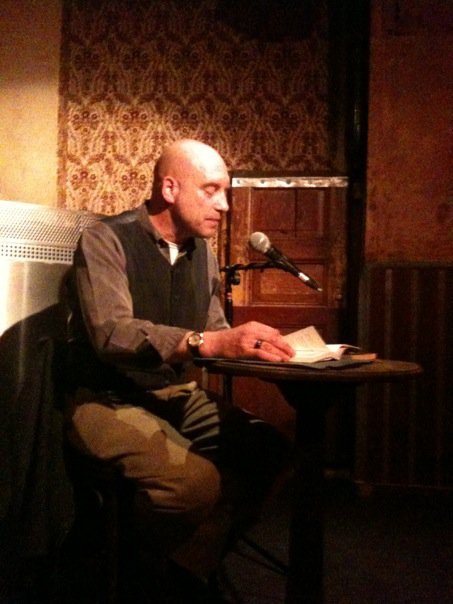
Alban Nikolai Herbst

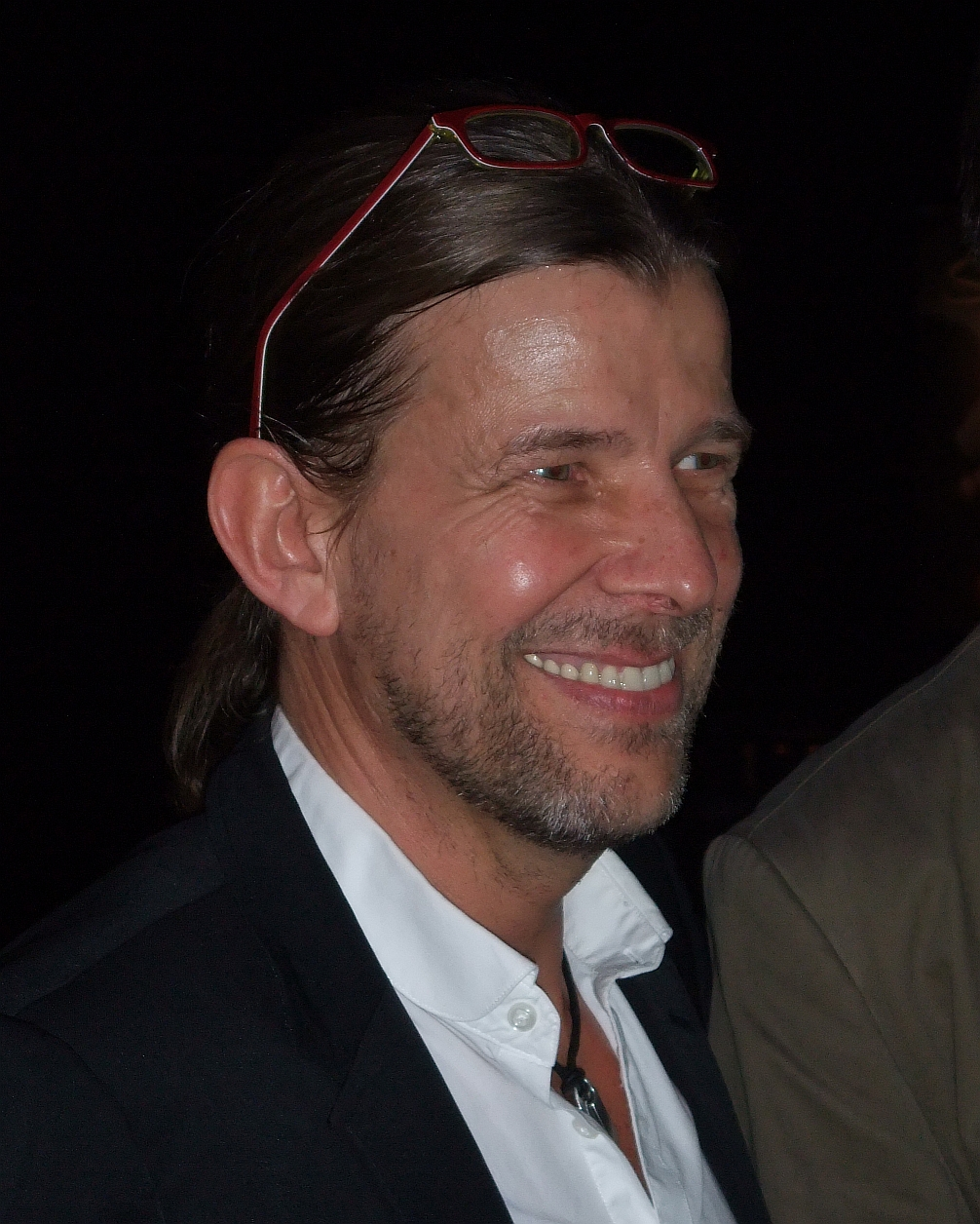
Rüdiger Baldauf

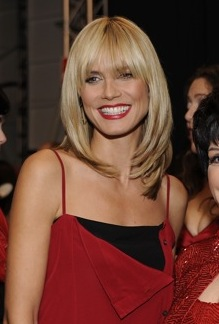
Heidi Klum

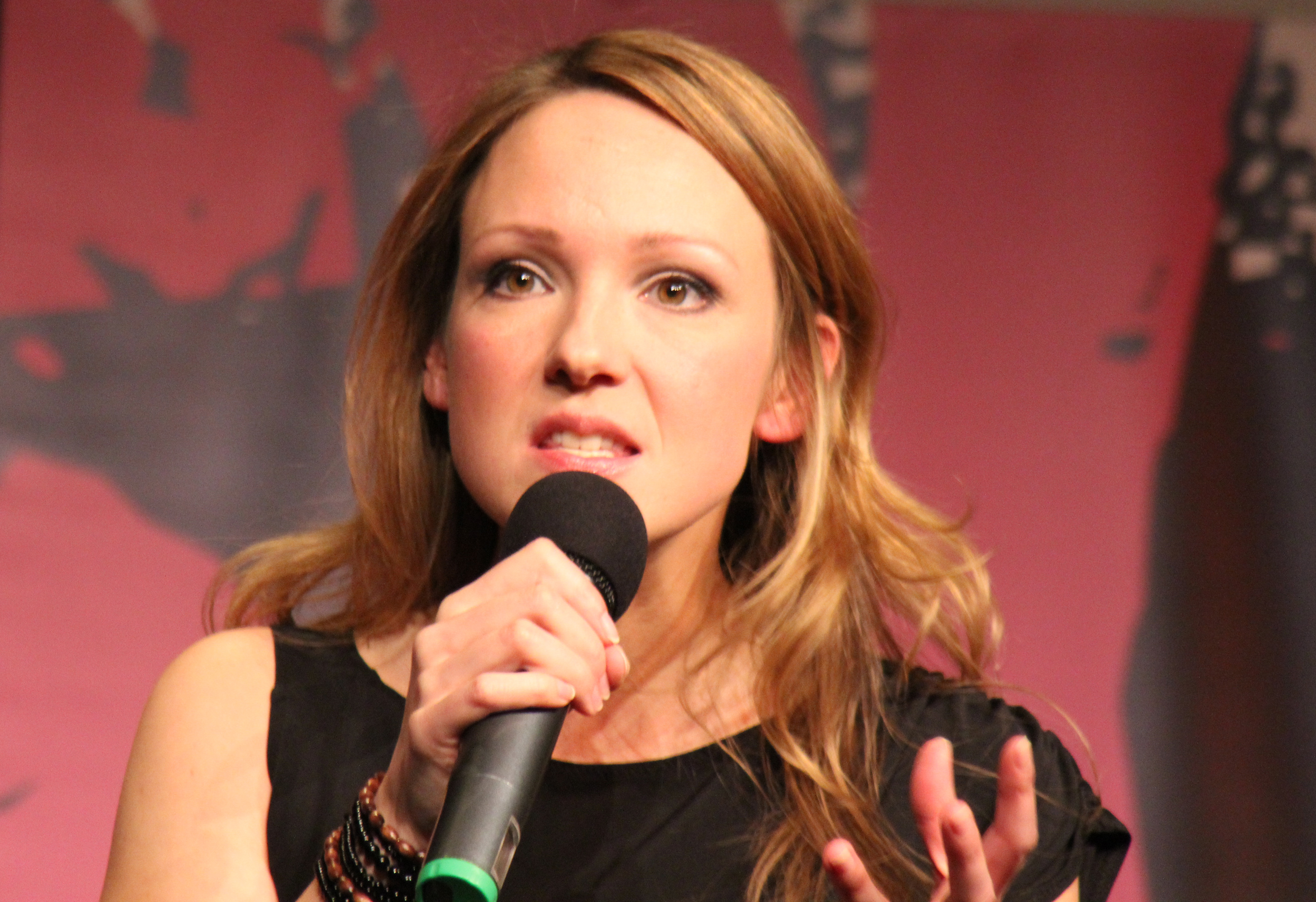
Carolin Kebekus

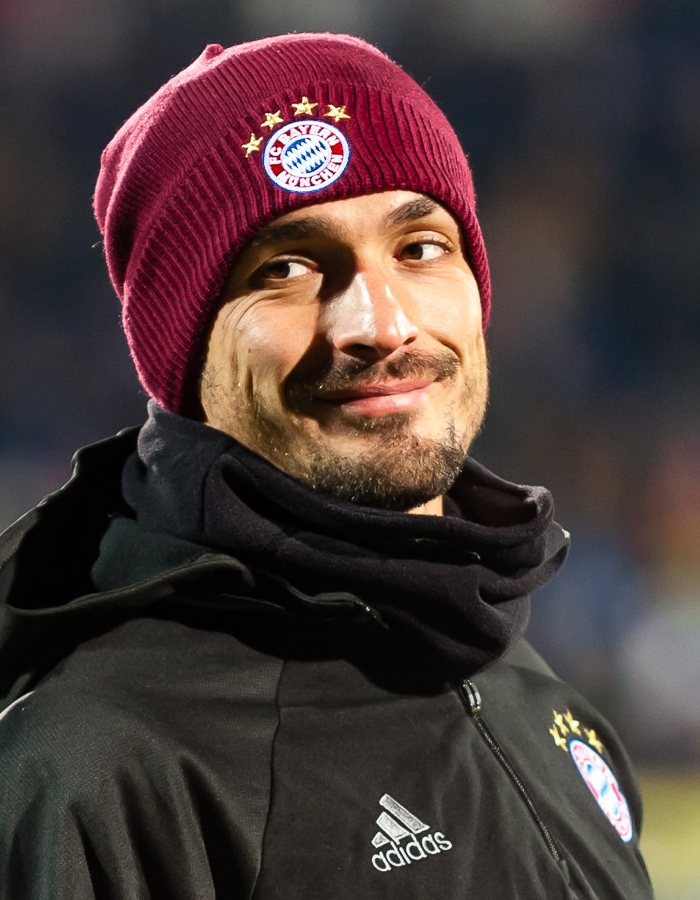
Mats Hummels

### Bis 1900
- Katharina Güschen (–1613), Opfer der Hexenverfolgung
- Carl Philipp von Schatte (1746–1833), kurfürstlich pfälzischer Amtsverwalter[4]
- Ferdinand Stucker (1772–1824), Freiheitskämpfer während der Koalitionskriege[4]
- Julie Zanders (1804–1869), Papierfabrikantin
- German Mäurer (1811–1883), preußischer Schriftsteller[4]
- Johann Wilhelm Lindlar (1816–1896), Landschaftsmaler
- Carl Richard Zanders (1826–1870), Papierfabrikant
- Julius Rütgers (1830–1903), Unternehmer[4]
- Friedrich Westphal (1835–1915), Papierfabrikant und Unternehmer
- Jakob Euler (1842–1917), Tischlermeister und Mitglied des Deutschen Reichstags[4]
- Vinzenz Feckter (1847–1916), Fotopionier und Amateurfotograf
- Karl Budde (1850–1935), evangelischer Theologe und Alttestamentler[4]
- Richard Zanders (1860–1906), Papierfabrikant
- Hexe Köbes (1865–1944), Original[4]
- Waldemar Henrici (1878–1950), General und Reichsarbeitsdienstführer[4]
- Marcus Krüsmann (1879–1964), Jurist und Bürgermeister der Stadt Limburg an der Lahn
- August Kierspel (1884–1967), Lehrer und Heimatdichter
- Jakob Odenthal (1886–1954), Politiker
- Johannes Dahl (1887–1959), katholischer Geistlicher und Generalpräses des Internationalen Kolpingwerkes
- Johannes Strunden (1890–1973), Landrat und Oberkreisdirektor
- Franz-Josef Heider (1897–1977), Unternehmer, Politiker und Landtagsabgeordneter

### 1901 bis 1950
- Willy Minz (1901–1972), Honorarprofessor
- Hermann Worthoff (1910–1982), Kaufmann und Judenreferent
- Kurt Kluxen (1911–2003), Historiker, Philosoph und Germanist[4]
- Helmut Artzinger (1912–1996), Jurist und Politiker
- Josef Fuchs SJ (1912–2005), Professor für Moraltheologie an der Gregoriana in Rom
- Heinrich Lindlar (1912–2009), Musikwissenschaftler und -pädagoge
- Heinz Fröling (1917–2004), Unternehmer, Geschäftsführer von Fröling GmbH & Co. Kessel-Apparatebau, Overath, Bürgermeister und Ehrenbürger von Bergisch Gladbach
- Wolfgang Kluxen (1922–2007), Philosoph[4]
- Götz Heidelberg (1923–2017), Physiker, Konstrukteur und Unternehmer[4]
- Hans Hachenberg (1925–2013), Karnevalist
- Kurt Eisenkrämer (* 1927), Ministerialbeamter im Ruhestand
- Bill Grah (1928–1996), Jazzmusiker
- Paul Theisen (* 1929), Wirtschaftswissenschaftler und Hochschullehrer
- Henry Tenckhoff (1930–2017), Nephrologe
- Hildegard Westhoff-Krummacher (1930–2025), Kunsthistorikerin
- Heinz Grah (1931–2004), Kontrabassist des Modern Jazz
- Helmut Reihlen (1934–2022), Ingenieur und Direktor des Deutschen Instituts für Normung (DIN)
- Karl Hubert Hagen (1936–2023), Politiker
- Herbert Stahl (* 1936), Volkskundler und Autor[4]
- Hans Wolfgang Zanders (* 1937), Papierfabrikant, Sohn von Johann Wilhelm Zanders
- Dieter Happ (1940–2018), Politiker, zuletzt Bürgermeister der Stadt Rösrath
- Wolfgang Bergsdorf (1941–2024), Politikwissenschaftler[4]
- Hildegard Falk (* 1941), Politikerin
- Herbert Watterott (* 1941), Journalist[4]
- Winfried Schulze (* 1942), Historiker
- Walter Bruno Berg (* 1943), Romanist
- Gero Debusmann (* 1943), Richter[4]
- Monika Funke-Stern (* 1943), Filmemacherin, Videokünstlerin und Autorin
- Uwe Ommer (* 1943), Akt-, Mode- und Werbefotograf
- Manfred Bredohl (1944–2002), Kunstschmied
- Jürgen Engel (* 1946), Botschafter[4]
- Max Morsches (* 1946), Mathematiker und Genealoge[4]
- Dick W. Frangenberg (* 1948), Musiker, Musikproduzent und Musikverleger[4]
- Annemarie Lütkes (* 1948), Politikerin
- Dorothee Echter (* 1949), Managementcoach, Unternehmensberaterin und Autorin
- Bernhard Peters (1949–2005), Politikwissenschaftler[4]
- Helene Hammelrath (* 1950), Politikerin[4]
- Manfred Ommer (1950–2021), Leichtathlet
- Martin Rosswog (* 1950), Fotograf
- Klaus-Peter Schmidt-Deguelle (* 1950), Journalist und Politikberater
- Dorothee Schmitz-Köster (* 1950), Autorin und Journalistin

### 1951 bis 1960
- Reinhard Brock (1951–2013), Synchronsprecher und Regisseur
- Joseline Gassen (* 1951), Schauspielerin und Synchronsprecherin
- Alix Hänsel (* 1951), Archäölogin
- Hubert Käppel (* 1951), Gitarrist und Musikpädagoge[4]
- Monika Piel (* 1951), Journalistin und Moderatorin[4]
- Georg Theunissen (* 1951), Rehabilitationspädagoge
- Wolfgang Bosbach (* 1952), Politiker
- Herbert Nicke (1952–2016), Heimatforscher und Sachbuchautor[4]
- Herbert Ommer (1952–2021), Ingenieur für Nachrichtentechnik[4]
- Albert Bilo (* 1953), Bibliothekar
- Hans Florenz (* 1953), Komponist und Textautor[4]
- Klaus Orth (* 1953), Politiker[4]
- Meinolf Zurhorst (* 1953), Filmjournalist, Autor und Filmproduzent
- Marie-Luise Heuser (* 1954), Philosophin[4]
- Axel Heilhecker (* 1954), Gitarrist, Komponist, Produzent und Sänger
- Alban Nikolai Herbst (* 1955), Schriftsteller, Librettist, Kritiker und Regisseur[4]
- Wolfgang Kirsch (* 1955), Manager[4]
- Barbara Stollberg-Rilinger (* 1955), Historikerin
- Dennie Christian (* 1956), Schlagersänger und Moderator[4]
- Brigitte Kraus (* 1956), Leichtathletin[4]
- Ferdinand Linzenich (* 1956), Kabarettist
- Reiner Winterschladen (* 1956), Jazz-Trompeter
- Astrid Benöhr (* 1957), Ultra-Triathletin
- Stefan Lübbe (1957–2014), Verleger
- Karin Sander (* 1957), Künstlerin[4]
- Andreas Weiser (* 1957), Journalist, Autor, Musiker und Komponist
- Norbert Feith (* 1958), Politiker (CDU), Oberbürgermeister der Stadt Solingen
- Werner Gatzer (* 1958), Jurist und Beamter
- Jens Halfwassen (1958–2020), Philosoph und Hochschullehrer
- Michael ten Hompel (* 1958), Professor
- Theo Koll (* 1958), Journalist[4]
- Ulrich Schumacher (* 1958), Ingenieur
- Susanne Leonie Schmid (* 1960), Feldhockeyspielerin

### 1961 bis 1970
- Rüdiger Baldauf (* 1961), Jazztrompeter[4]
- Ursula Heller (* 1961), Journalistin und Fernsehmoderatorin
- Martin Kall (* 1961), Manager
- Bernd Büchner (* 1961), Physiker
- Veronika Moos-Brochhagen (* 1961), Textilkünstlerin[4]
- Eva Mannschott (* 1962), Schauspielerin
- Petra Mönter (* 1962), Autorin[4]
- Sören Hartmann (* 1963), Manager, Vorstand Touristik der Rewe Group
- Axel Hölzer (* 1963), Vorstandsvorsitzender und Finanzvorstand der Marseille-Kliniken AG
- Alois Pollmann-Schweckhorst (* 1964), Springreiter
- Ralf Röger (* 1964), Rechtswissenschaftler
- Walter Schönenbröcher (* 1964), Künstler und Filmemacher
- Stephanie Witt-Loers (* 1964), Heilpraktikerin, Trauerbegleiterin und Fachautorin
- Uschi Elias (1965–2012), Kettensägenkünstlerin
- Axel Häfner (* 1965), Schauspieler und Hörspielsprecher
- Dagmar Zöllner (* 1965), Handballspielerin
- Thomas Hofmann (* 1966), Informatiker, Hochschullehrer und Experte für Maschinelles Lernen und Künstliche Intelligenz
- Kerstin Gier (* 1966), Autorin
- Markus Pytlik (* 1966), Lehrer und Komponist
- Marcus Barsch (* 1967), Radiomoderator und Autor[4]
- Oscar Heym (* 1967), Jurist und Schriftsteller[4]
- Simon Stockhausen (* 1967), Komponist[4]
- Armin Falk (* 1968), Wirtschaftswissenschaftler
- Frank Sitter (* 1968), Fernsehmoderator
- Konstantin Neven DuMont (* 1969), Unternehmer, Manager, Verleger und Moderator
- Frank Ehrlacher (* 1969), Journalist und Song-Autor
- Claudia Knape (* 1969), Motorbootrennfahrerin[4]
- Ursula Kreutz (* 1969), Künstlerin
- Eric Pfeil (* 1969), Autor und Publizist
- Elmar Paulke (* 1970), Fernsehmoderator

### 1971 bis 1980
- Markus von Ahlen (* 1971), Fußballspieler und -trainer
- Christian Schmidt (* 1971), Fußballtorhüter
- Birgit Schneider (* 1971), Geowissenschaftlerin, Klimaforscherin und Hochschullehrerin
- David Schnell (* 1971), Maler
- Oliver Zwarg (* 1971), Konzert- und Opernsänger und Gesangspädagoge
- Sebastian Blomberg (* 1972), Schauspieler
- Sebastian Graf von Kielmansegg (* 1972), Jurist und Hochschullehrer
- Georg Koch (* 1972), Fußballtorhüter
- Vanessa van Kooperen (* 1972), Hockeyspielerin
- Martin Block (* 1973), Leichtathlet
- Heidi Klum (* 1973), Model und Moderatorin
- Marc Spanier (* 1973), Fußballspieler
- Elmar Braun (* 1974), Medienunternehmer, Musiklabel-Inhaber
- Johannes Wamser (* 1974), Sachbuchautor und Indien-Spezialist
- Markus Feldenkirchen (* 1975), Journalist und Schriftsteller
- Matthias Gall (* 1975), Schauspieler
- Matthias Malmedie (* 1975), Fernsehmoderator
- Jan Frederic Wielpütz, Pseudonym Stefan Bonner (* 1975), Journalist, Lektor und Autor
- Frédéric A. Komp (* 1977), Schauspieler
- Friederike Hofmann (* 1978), Moderatorin und Schauspielerin
- Suzanna Randall (* 1979), Astrophysikerin
- Björn Kierspel (* 1979), Naturbahnrodler
- Carolin Kebekus (* 1980), Komikerin, Sängerin und Schauspielerin
- Jan Moldenhauer (* 1980), Politiker (AfD)

### 1981 bis 1990

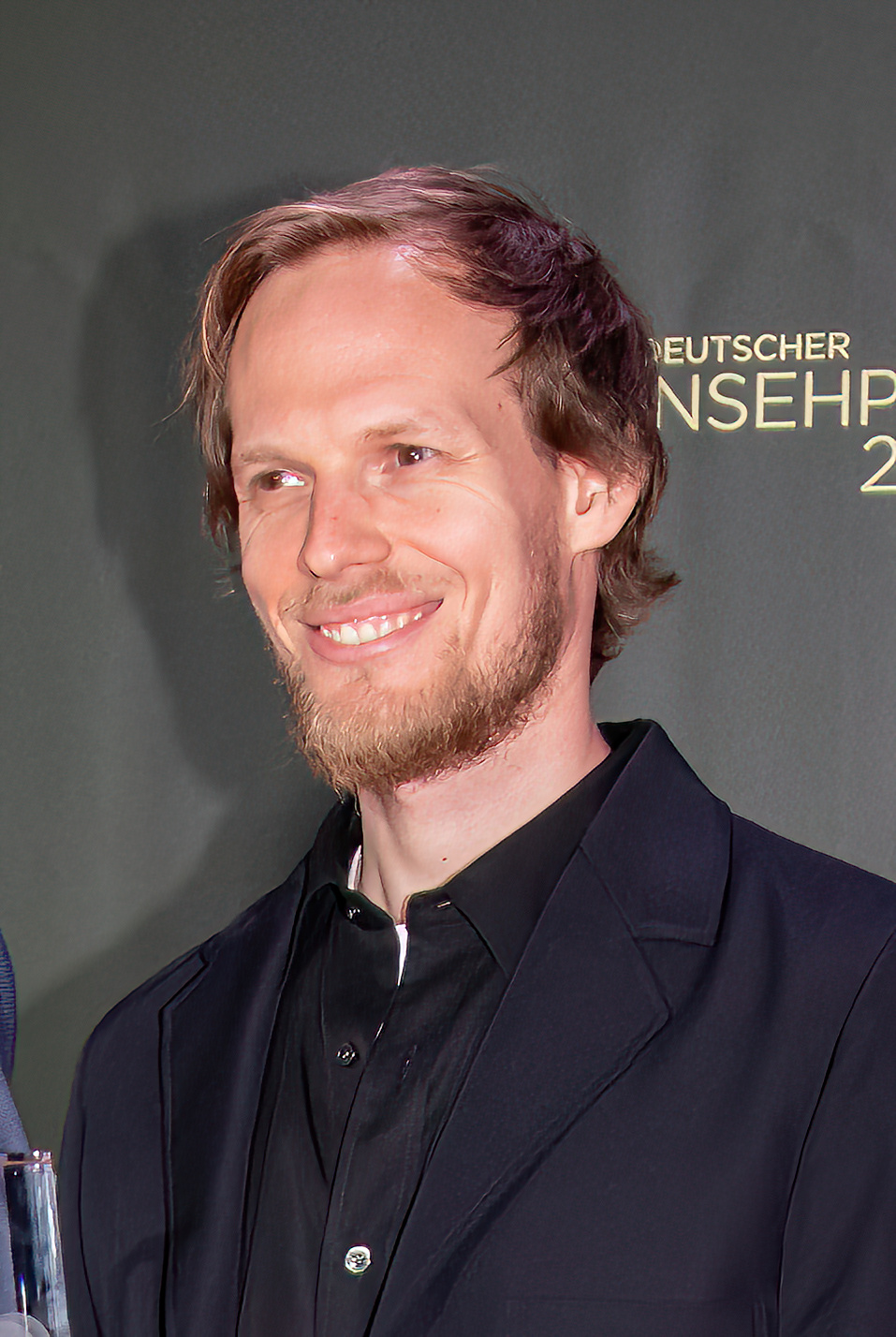
David Wieching

- Jessica de Rooij (* 1981), Komponistin für Filmmusik
- Til Schneider (* 1981), Jazzmusiker
- Tim Wiese (* 1981), Fußballtorhüter
- Said Daftari (* 1982), afghanischer Fußballspieler
- Melanie Wichterich (* 1982), Schauspielerin
- Nora Binder (* 1984), Schauspielerin
- Jonas Sela (* 1984), Fußballtorhüter
- Artur Gajek (* 1985), Radrennfahrer
- Friederike Grasshoff (* 1985), Schauspielerin
- Jan Hammes (* 1985), Fußballspieler
- Anna Herbst (* 1985), Opernsängerin
- Gunnar Dietrich (* 1986), Handballspieler
- Fabian Hambüchen (* 1987), Kunstturner
- Oliver Moser (* 1987), Schauspieler
- David Wieching (* 1987), Filmeditor
- Moritz Barkow (* 1988), Handballspieler
- Mats Hummels (* 1988), Fußballspieler
- Martin Lucke (* 1988), Rechtsanwalt, MdL (CDU)
- Gero Schipmann (* 1988), Fusionmusiker
- Sandra Maren Schneider (* 1988), Schauspielerin, Sprecherin, Schriftstellerin und Drehbuchautorin
- Ingrid Noemi Stein (* 1988), Theaterschauspielerin
- Cosima Viola (* 1988), Schauspielerin
- Alyn Camara (* 1989), Leichtathlet
- Frederike Kaltheuner (* 1989), Politikberaterin, Digitalexpertin und Datenschutzaktivistin
- Benyamin Nuss (* 1989), Pianist
- Bastian Oczipka (* 1989), Fußballspieler
- Tibor Pleiß (* 1989), Basketballspieler
- Marc Schuh (* 1989), Rollstuhlleichtathlet
- Michael Brück (* 1990), Politiker (Die Rechte)
- Daniel Buballa (* 1990), Fußballspieler
- Maximilian Kieffer (* 1990), Profigolfer

### 1991 bis 2000
- Paul Berg (* 1991), Snowboarder
- Alexander Hoppe (* 1991), Koch
- Lucas Musculus (* 1991), Fußballspieler
- Alexander Nandzik (* 1992), Fußballspieler
- Luca Berg (* 1993), Snowboarderin
- Pepa Jaeschke (* 1994), Fußballspielerin
- Vanessa Fuchs (* 1996), Germany’s Next Topmodel-Siegerin der Staffel 2015
- Louis Hofmann (* 1997), Schauspieler
- Berkan Durdu (* 1998), türkisch-deutscher Fußballspieler
- Tim Handwerker (* 1998), Fußballspieler

### Ab 2000
- Jamie Bick (* 2000), Schauspielerin
- Ben Voll (* 2000), Fußballtorhüter
- Sima Suso (* 2005), Fußballspieler

## Persönlichkeiten, die in der Stadt wirkten oder wirken

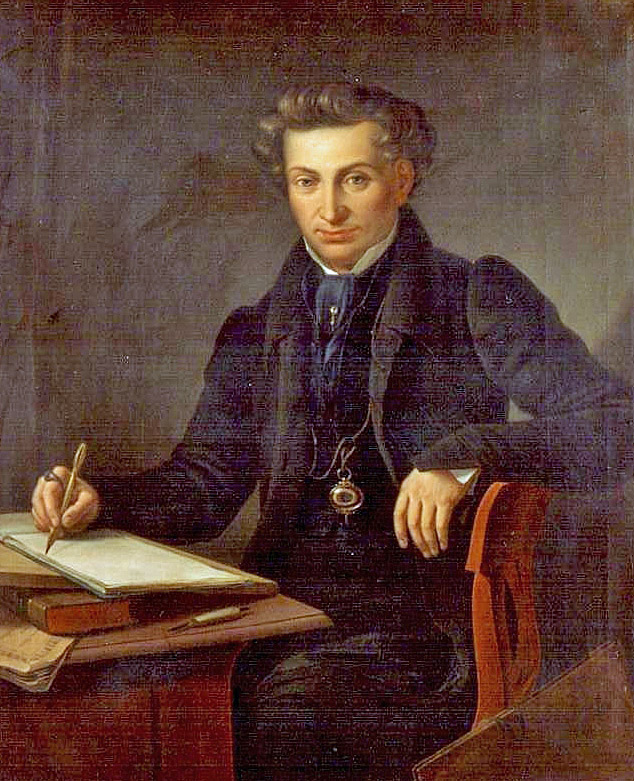
Gemälde von Johann Wilhelm Zanders

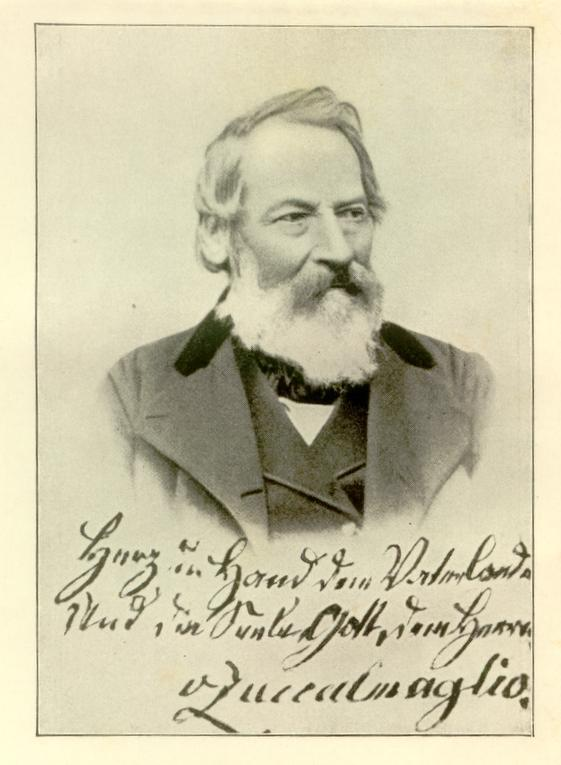
Vinzenz von Zuccalmaglio

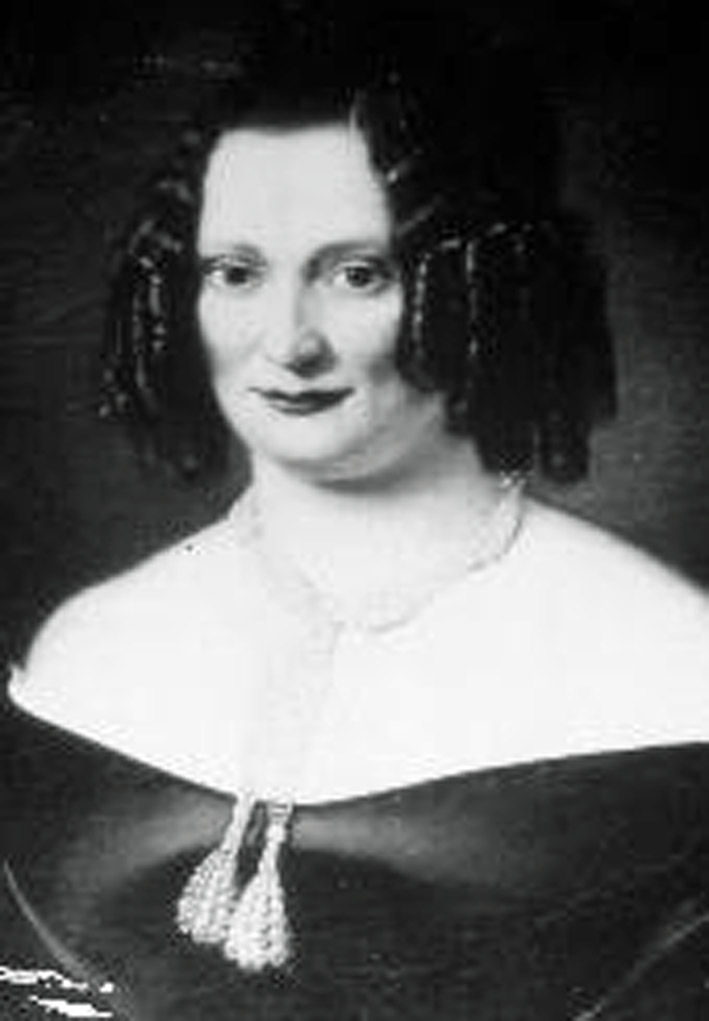
Emilie Schmitz

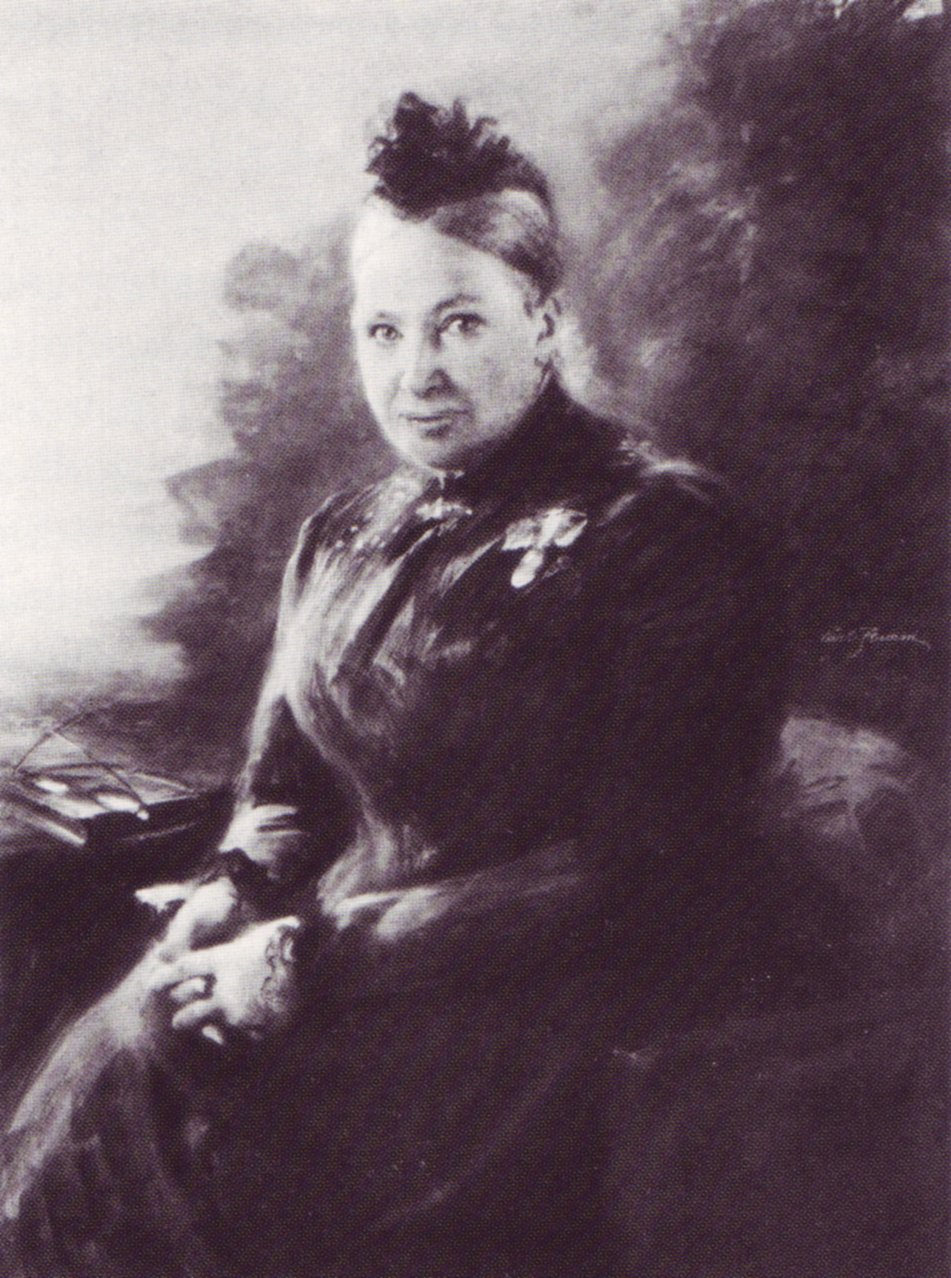
Maria Zanders

- Conrad Voeghe von Dortmund (* 1381), 1444–1460 Pfarrer an St. Clemens und Verfasser des Roten Messbuchs zu Paffrath[5][6]
- Leonard Goudhaire, († 1724), Steinmetzmeister beim Bau von Schloss Bensberg
- Johann Peter Ommerborn (1762–1837), römisch-katholischer Pfarrer in Sand und Freiheitskämpfer in den Koalitionskriegen
- Johann Wilhelm Zanders (Papierfabrikant, 1795) Gründer der Firma J.W. Zanders (Schnabelsmühle)
- Vinzenz Jakob von Zuccalmaglio, genannt Montanus (1806–1876), Schriftsteller und Dichter
- Eduard Knobel (1801–1870), Montanindustrieller und Unternehmer, kaufte 1834 Haus Lerbach
- Emilie Schmitz (1807–1891), Wohltäterin in Bensberg
- Max Bruch (1838–1920), Komponist und Dirigent
- Maria Zanders (1839–1904), Kulturstifterin und Papierfabrikantin
- Anna Zanders (1858–1939), Kulturstifterin und Ehefrau von Richard Zanders
- Richard Zörner (1861–1941), Bergrat und Stifter des Schau-Bergwerks im Bergischen Museum für Bergbau, Handwerk und Gewerbe
- Ferdinand Schmitz (1866–1943), Autor und Heimatforscher (Denkmal vor der Post)
- Hermann Pütz (1878–1928), 1914 bis 1920 Bürgermeister
- Josef Winckler (1881–1966), Schriftsteller („Der tolle Bomberg“)
- Friedrich Rosengarth (1885–1977), Techniker, Erfinder der Glaswolle
- Bernhard Rotterdam (1893–1974), Architekt
- Julius Mennicken (1893–1983), Landrat und Kreisleiter der NSDAP
- Martin Schwarzbach (1907–2003), Gründer und langjähriger Leiter der Erdbebenstation Bensberg
- Rudolf Fischer (1920–1998), Puppenspieler unter anderem des Hohnsteiner Puppentheaters und bei Der Spatz vom Wallrafplatz
- Manfred Hanke (1921–2010), Bibliothekar und Autor
- Paul Reinehr (1922–2009), Sonderschulrektor
- Philomena Franz (1922–2022), Sintizza und Auschwitz-Überlebende
- Fritz Klein-Blenkers (1924–2015), Wirtschaftswissenschaftler und Hochschullehrer, lebte in Bergisch Gladbach-Paffrath
- Heinrich Jarczyk (* 1925), Naturwissenschaftler, Zeichner und Maler
- Ulrich Jux (1929–2017), Hochschullehrer und Geologe
- Ludwig Ahorner (1930–2007), Erdbebengeologe und langjähriger Leiter der Erdbebenstation Bensberg
- Eduard Prüssen (1930–2019), Grafiker (Stadtgrafiker 1971–1996)
- Edmund Ruppert (* 1931), Kernphysiker
- Manfred Germar (* 1935), Leichtathlet
- Gerhard Geurts (1935–2020), Studiendirektor i. R.
- Hermann Josef Roth (* 1938), Spiritual am St. Josefshaus Refrath (1969–1978), Autor, Vorsitzender des Bergischen Naturschutzvereins
- Hans Leonhard Brenner (* 1943), Ehrenvorsitzender des Bergischen Geschichtsvereins Rhein-Berg e. V
- Karl Feldkamp (* 1943), Supervisor und Autor
- Gerd B. Achenbach (* 1947), Begründer der Philosophischen Praxis
- Nando Belardi (* 1946), em. Universitätsprofessor der Sozialpädagogik
- Dieter Müller (* 1948), Koch im Schlosshotel Lerbach
- Fritz Roth (1949–2012), Deutschlands erster Bestatter mit Privatfriedhof
- Jürgen Wilhelm (* 1949), Politiker
- Michael Werling (* 1950), Architekt und Bauhistoriker
- Reiner M. Sowa (* 1959), Schriftsteller
- Joachim Wissler (* 1963), Koch des Restaurants Vendôme im Grandhotel Schloss Bensberg
- Nils Henkel (* 1969), Koch im Schlosshotel Lerbach
- Gerd J. Pohl (* 1970), Puppenspieler, Schauspieler, Leiter der Piccolo Puppenspiele im Puppenpavillon Bensberg
- Marco Höger (* 1989), Fußballspieler, in Bergisch Gladbach aufgewachsen
- Lena Andersch (* 1991), Hockeyspielerin